# Bulsan

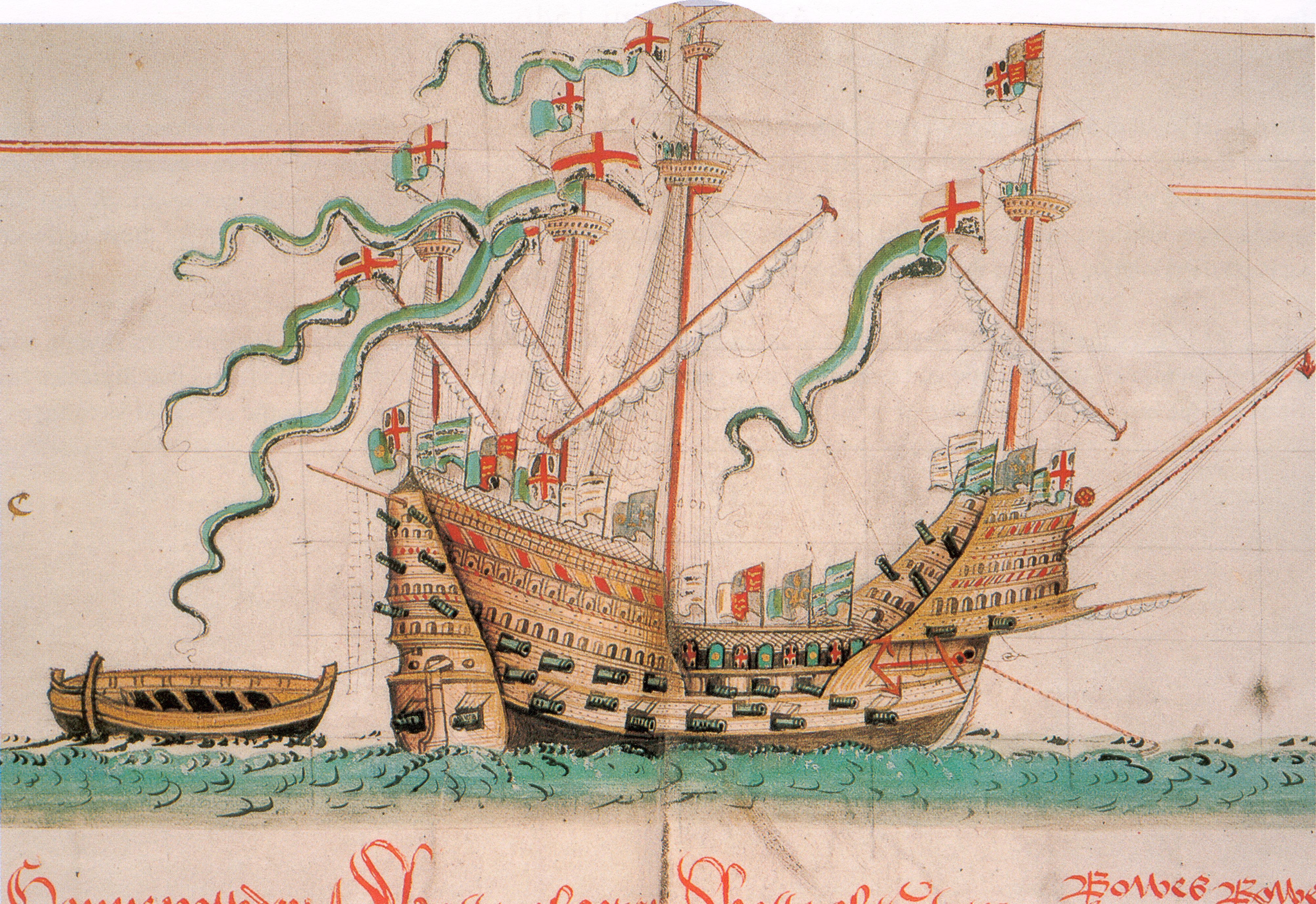
Bulsaner på en avbildning av det engelska fartyget Mary Rose som sjönk 1545. I den här avbildningen vajar de från masterna och har georgskors intill stången med den kungliga Tudordynastins färger längs resten av vimpeln.

Bulsan (uttal: /bulsán/) är en mindre flagga eller vimpel som tidigare användes på fartyg, särskilt seglande örlogsfartyg. Vimplarna användes ofta  för prydnads- och ceremoniellt bruk. De fördes vanligen på masttopparna och kunde vara mycket långa.
Bulsanen var till sjöss även en kommandovimpel som utmärkte befälhavarens rang och som hissades i stormasten eller förmasten.